# Samsung Galaxy Watch
Samsung Galaxy Watch — умные часы, разработанные Samsung Electronics. Об этом было объявлено 9 августа 2018 года. Galaxy Watch должны были появиться в продаже в США с 24 августа 2018 года, у некоторых операторов связи и в торговых точках в Южной Корее — 31 августа 2018 года, а на дополнительных избранных рынках — 14 сентября 2018 года.
27 февраля 2021 года, вскоре после того, как Galaxy Watch Active2 и Galaxy Watch 3 получили обновление, разблокирующее функцию ЭКГ для европейских стран, Samsung добавила встроенные функции Galaxy Watch3 в исходные Galaxy Watch и Watch Active.

## Характеристики
| Модель                | Galaxy Watch | Galaxy Watch | Источник            |
| --------------------- | --- | --- | ------------------- |
| Вид                   | 42 mm | 46 mm | [ 9 ] [ 10 ] [ 11 ] |
| Цвета                 | Midnight Black, Rose Gold | Silver | [ 9 ] [ 10 ] [ 11 ] |
| Дисплей               | 1.2" (30 mm) | 1.3" (33 mm) | [ 9 ] [ 10 ] [ 11 ] |
| Разрешение экрана     | 360 x 360 пикселей | 360 x 360 пикселей | [ 9 ] [ 10 ] [ 11 ] |
| Номер модели          | SM-R815 | SM-R805 | [ 9 ] [ 10 ] [ 11 ] |
| Стекло                | Corning Gorilla Glass DX+ | Corning Gorilla Glass DX+ | [ 9 ] [ 10 ] [ 11 ] |
| Процессор             | Exynos 9110 dual core 1.15 GHz | Exynos 9110 dual core 1.15 GHz | [ 9 ] [ 10 ] [ 11 ] |
| Операционная система  | Tizen (OS 4.0) | Tizen (OS 4.0) | [ 9 ] [ 10 ] [ 11 ] |
| Размеры часов         | 41.9 mm x 45.7 mm x 12.7 mm | 46 mm x 49 mm x 13 mm | [ 9 ] [ 10 ] [ 11 ] |
| Вес                   | 49 грамм | 63 грамм | [ 9 ] [ 10 ] [ 11 ] |
| Размер ремешка        | 20 mm | 22 mm | [ 9 ] [ 10 ] [ 11 ] |
| Защита от воды и пыли | 5 ATM + IP68 | 5 ATM + IP68 | [ 9 ] [ 10 ] [ 11 ] |
| Память                | LTE версия: 1.5 GB RAM + 4 GB внутренней памяти | LTE версия: 1.5 GB RAM + 4 GB внутренней памяти | [ 9 ] [ 10 ] [ 11 ] |
| Память                | Bluetooth версия: 768 MB RAM + 4 GB внутренней памяти                                                                                                 | | [ 9 ] [ 10 ] [ 11 ] |
| Связь                 | - 3G/LTE с eSIM (Galaxy Watch LTE-Version only) - Bluetooth 4.2 - Wi-Fi b/g/n - NFC - A-GPS, GLONASS                                                  | - 3G/LTE с eSIM (Galaxy Watch LTE-Version only) - Bluetooth 4.2 - Wi-Fi b/g/n - NFC - A-GPS, GLONASS                                                  | [ 9 ] [ 10 ] [ 11 ] |
| Датчики               | - МЭМС Акселерометр - МЭМС-гироскоп - МЭМС-барометр - Электрооптический датчик (для контроля сердечного ритма) - Фотодетектор (для рассеянного света) | - МЭМС Акселерометр - МЭМС-гироскоп - МЭМС-барометр - Электрооптический датчик (для контроля сердечного ритма) - Фотодетектор (для рассеянного света) | [ 9 ] [ 10 ] [ 11 ] |
| Батарея               | 270 mAh (работает 4 дня) | 472 mAh (работает 7 дней) | [ 9 ] [ 10 ] [ 11 ] |